# Het mysterie
Het mysterie is een boek van Jostein Gaarder. De oorspronkelijke uitgave verscheen in 1992 in het Noors, onder de titel Julemysteriet.

## Inhoud
Joachim en zijn vader zoeken een adventskalender. In een klein boekenwinkeltje ontdekt Joachim er een. De boekverkoper is verrast. Volgens hem is de kalender gemaakt door Johannes, een man die rozen verkoopt op de markt. Diezelfde Johannes heeft eens een foto van een vrouw in de etalage gezet. Achter op die foto stond een naam: Elisabet.
Thuis ontdekt Joachim dat elke keer als hij een luikje van de kalender opent, er een stuk papier uitvalt, waarop een spannend verhaal over Elisabet geschreven staat. Al die verhalen samen vormen een fascinerende reis door de tijd en door Europa. De reis, die in het heden in Noord-Europa begint, eindigt in het jaar nul in Bethlehem.